# چغک‌چینی جاوه‌ای
چغک‌چینی جاوه‌ای (نام علمی: Alcippe pyrrhoptera) نام یک گونه از سرده چغک‌چینی است.